# Список наград правительства Страны Басков
Награды правительства Страны Басков (исп. Distinciones y honores del País Vasco, баск. Eusko Jaurlaritzaren goraipamenak eta ohoreak) — набор испанских гражданских наград, присуждаемых правительством Страны Басков.

## Крест Дерева Герники

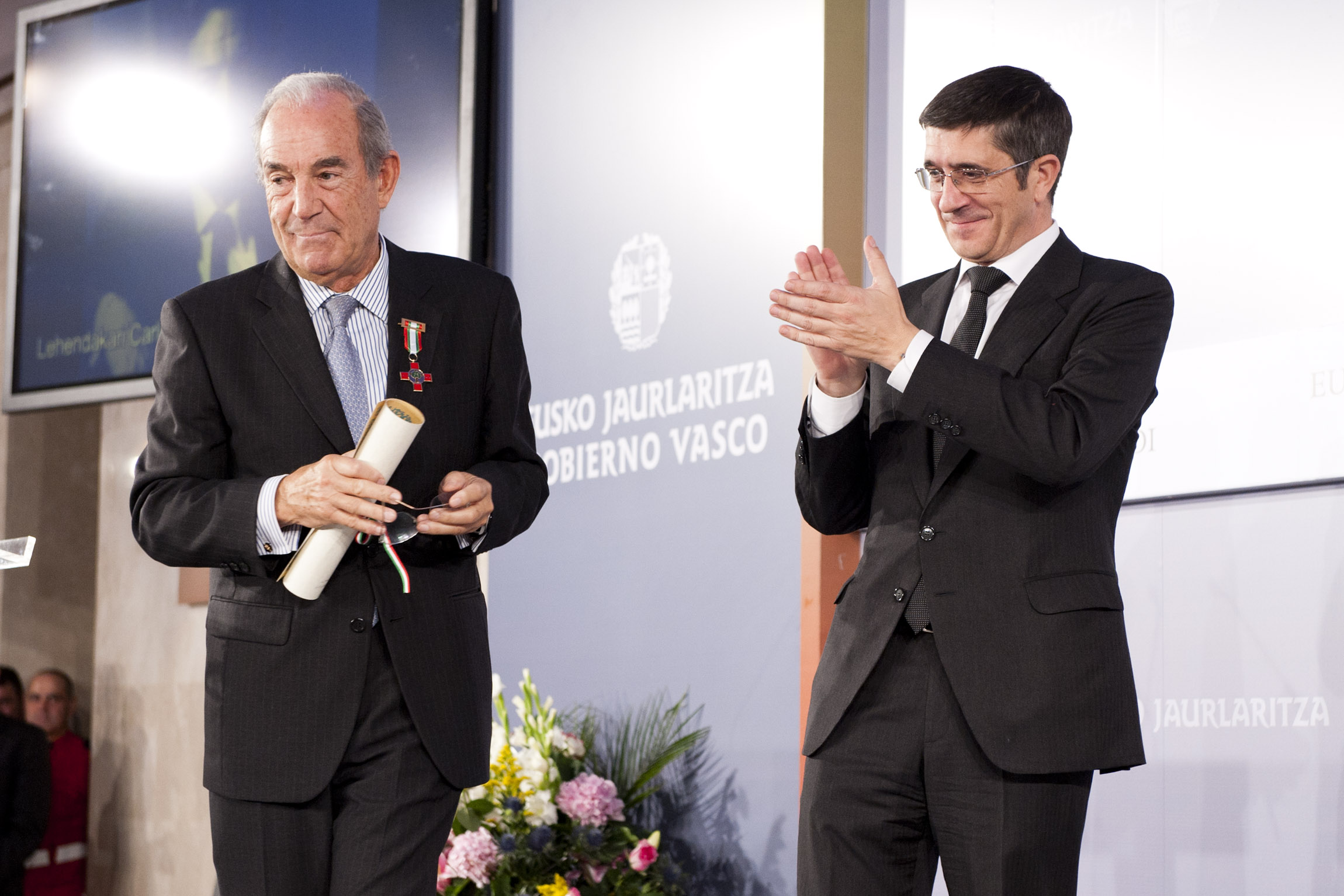
Карлос Гарайкоэчеа с Крестом Дерева Герники, 2011 год

Крест Дерева Герники (баск. Gernikako Arbolaren Gurutzea, исп. Cruz del Árbol de Gernika) — высшая награда, присуждаемая правительством Страны Басков. Вручается людям, «отличившимся в своих услугах Стране Басков в защите её самобытности и восстановлении личности, а также в целом в социальной, экономической и культурной областях».

## Награда «Лан Онари»

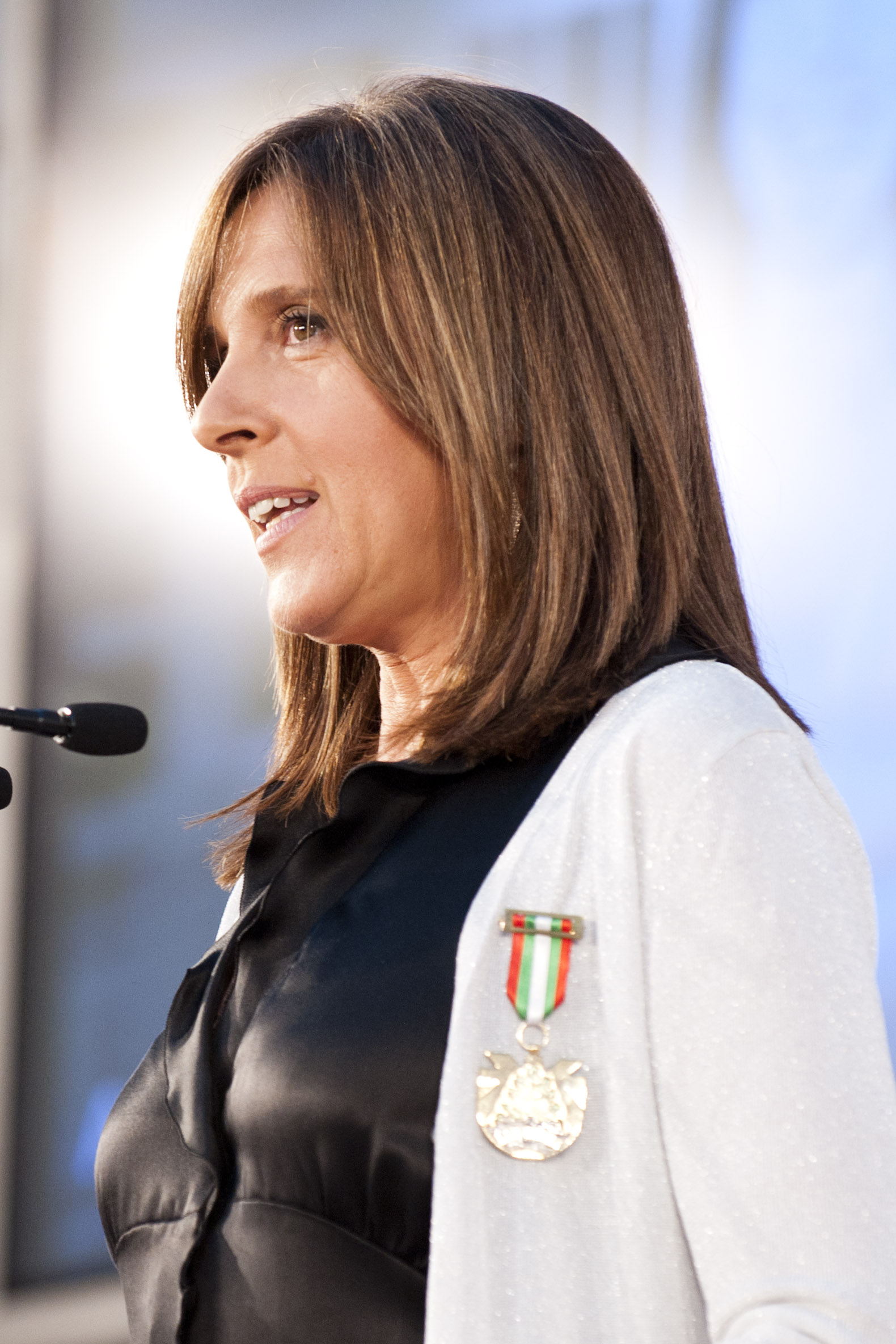
Ана Бланко с наградой «Лан Онари», 2011 год

Награда «Лан Онари» (с баск. «За хорошую работу») присуждается гражданам Страны Басков, особо отличившимся за самоотверженность, настойчивость и инициативность в выполнении своей профессиональной деятельности.

## Награда «Лагун Онари»
Награда «Лагун Онари» (с баск. «К хорошему другу») присуждается физическим или юридическим лицам, находящиеся за пределами Страны Басков, которые в своей деятельности внесли выдающийся вклад на благо Страны Басков.